# 殖民主义

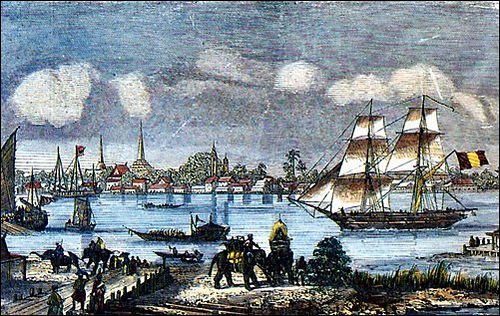
比利時籍船隻停泊於暹羅港口

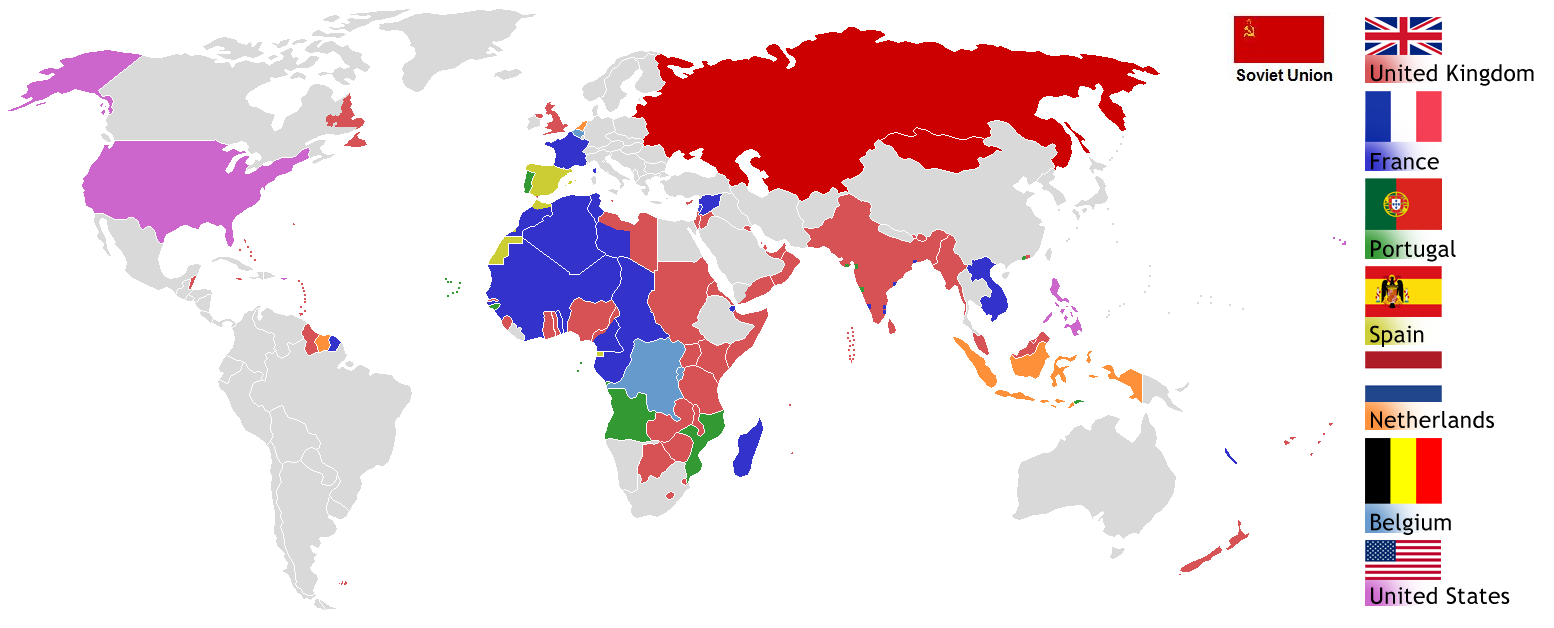
1945年的帝国主义世界与殖民地

殖民主義（英語：Colonialism）是指一個外國群體，控制了一個國家的土地及其土著居民。在這個領土上，殖民者通常會取得政治權力，可能會掠奪土著居民的財產，或建立使他們處於不利地位的法律和系統。
西歐國家在美洲、澳大利亞和新西蘭建立的殖民地時，殖民者殺害、強制同化或趕走土著居民，然後以歐洲或其他地方的人民加以取代。這些西歐定居者在當地形成了少數群體，但卻擁有統治權。
在歐洲對澳大利亞、新西蘭和大洋洲其他地方的殖民統治期間，探險家和殖民者經常將這些陸地視為 terra nullius（拉丁語中的“空地”）。由於缺乏西方農業技術，歐洲人認為這片土地未經人類改變，因此儘管存在土著居民，但仍將其視為無人居住。
儘管聯合國自1946 年以來就殖民地國家和人民的獨立發表了無數聲明和公投，但世界上仍有 60 多個殖民地，包括波多黎各、關島和百慕大。

## 概論
土著地区和人民由于还没有建立现代的强有力的政府和社会的组织系统。因而已经取得了军事和其他优势的殖民者通常會控制該地區的自然資源、人力、語言、宗教和交易市場。殖民主義國家以附属地的概念針對殖民地區打造合適的管理制度，而不会為了統治被殖民地区更改本身宗主國的體制制度。殖民主義國家亦會影响和渗透或者強加自身的社會文化，宗教和語言於被殖民的民族身上或属地上。雖然殖民主義一詞常與帝國主義交換使用，但帝國主義一詞和殖民主义是两个不同的概念，正如殖民和殖民主义是不同的概念一样：殖民主义指的是殖民的政策和思潮，而殖民指的是在被殖民地区消灭和同化土著居民并移民和增殖本族人口的过程。
殖民主義一詞過去被歸類為一套理論，用於將实现殖民行为并将其合法化，以及促進該理論自身的存在和发展。殖民主義通常建基於种族主義，即殖民者自称殖民的正当性不在于其军事和政治的先进，而在于种族上的先天優越性。

## 歷史

「舊帝國主義」時期晚期（1800年）的殖民地版圖。

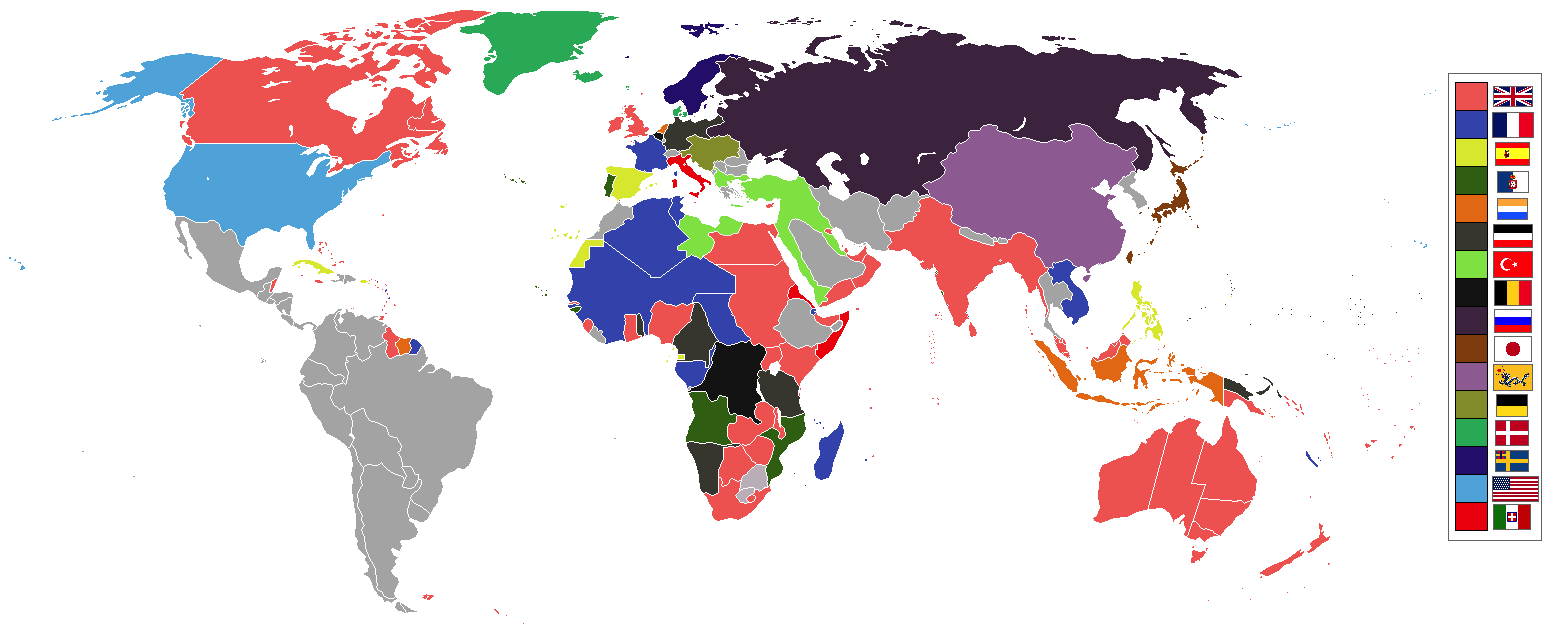
「新帝國主義」時期中期（1898年）的殖民地版圖。

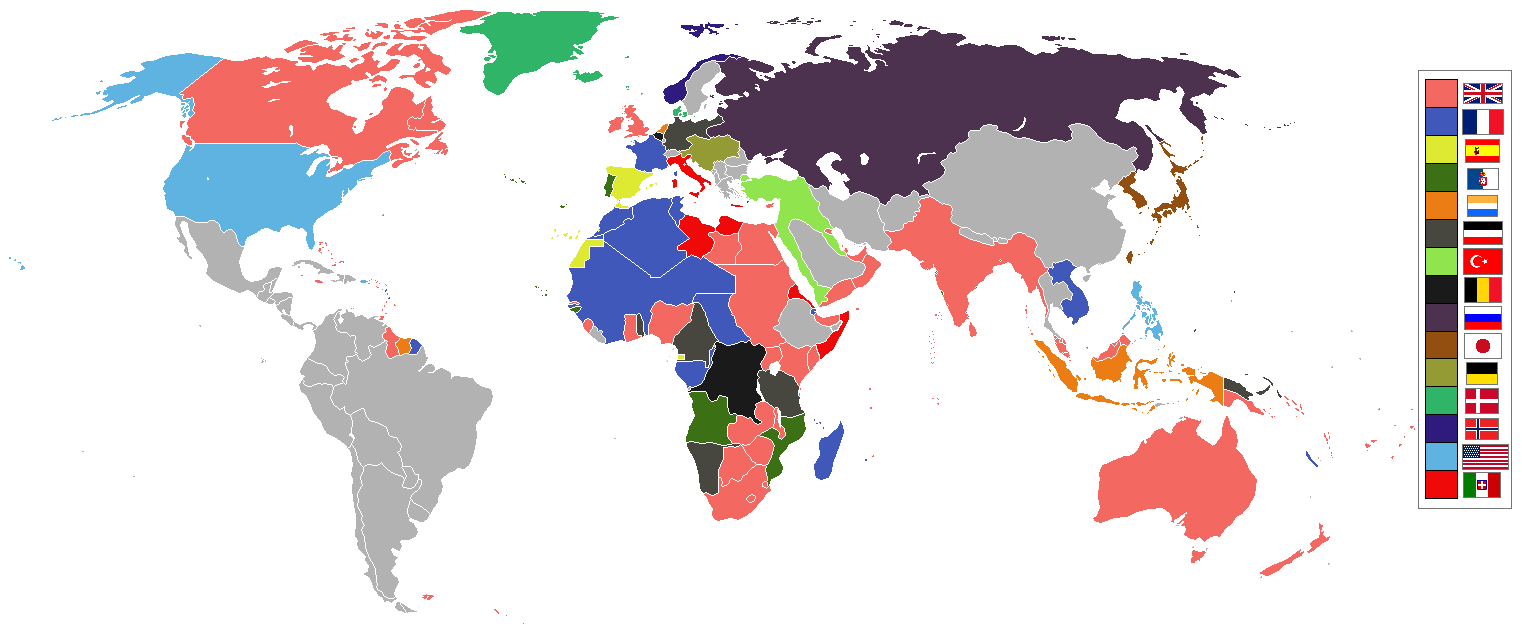
第一次世界大戰前夕（1914年）的殖民地版圖。

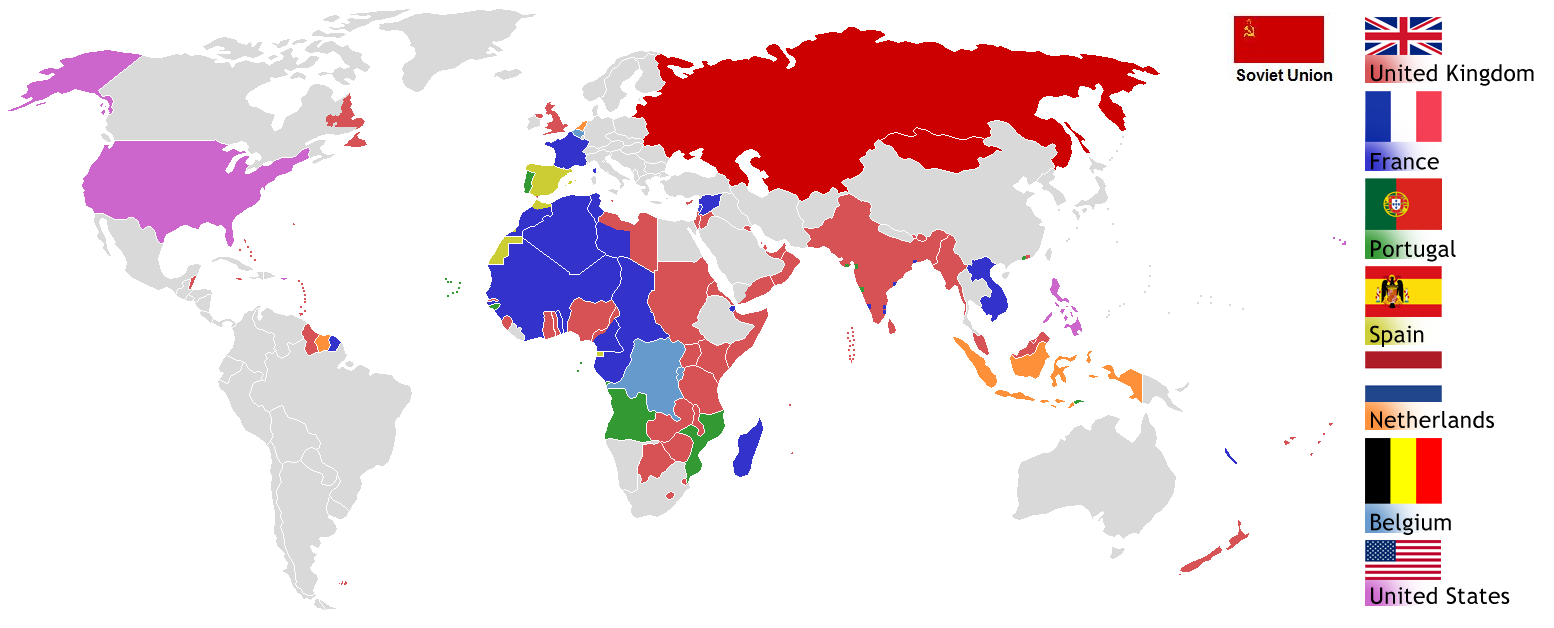
第二次世界大戰結束（1945年）後的殖民地版圖。

1492-2008年中世界殖民地化的過程。

殖民主義是一個不分時間，不分地域的歷史現象，包括一些相異的民族，例如希泰人、印加人、法國人、英國人等。雖然殖民主義較傾向關於與本土不有邊界連接的海外帝國，而不是與本國有連接的陸上帝國；但歐洲人及其他人都照慣例地形容為帝國主義。陸基帝國的例子包括蒙古帝國、亞歷山大帝國、羅馬帝國、阿拉伯帝國等。而鄂圖曼土耳其就建立了一個橫跨地中海，北非和東南歐的大帝國；而且還在歐洲各強國在世界別處進行殖民地化中存活了下來。
近代最大規模、影響力最大的殖民主義是歐洲的殖民主義。而歐洲的殖民主義始於十五世紀，從葡萄牙佔領果阿開始。在歐洲人發現美洲之後，歐洲人迅速地開展了對新大陸的殖民計劃，在幾百年之内南、北美洲大部分已經成為歐洲各國的殖民地。15、16世紀，西班牙、葡萄牙入侵南美洲，消滅了印加、阿玆特克兩個南美土著的帝國，將南美洲大部分土地據爲己有，並奴役南美洲的土著，後來導致多達數千萬的美洲土著因殺戮，疾病，營養不良而死亡。殖民主義領導了葡萄牙和西班牙對美洲、中東、非洲海岸，印度和東亞的探索和侵略。十六世紀的後半段見證了英國向愛爾蘭普遍的擴張。十七世紀時，英國、法國和荷蘭繼續建立更多殖民地，建立起一個海外大帝國—並取代了葡萄牙和西班牙的地位。到了十九世紀，英國的殖民擴張達到頂峰，統治的領土包括北美、澳洲、南亞等等，地球上五分之一的土地也在大英帝國的佔領和統治之下。殖民主義為殖民帝國提供了市場和資源的供給，很大程度促進了這些帝國本身的發展。
在18世紀末、19世紀初的時候，第一次的非殖民地化時期開始：大部分歐洲在美洲的殖民地分別從各自的宗主國手上得到獨立。雖然失去新世界殖民地的西班牙和葡萄牙，已經不可避免地衰落了；但是英國、法國和荷蘭卻將注意力轉到舊世界：尤其是南非、印度和東南亞。在那裡，海岸領土已經建立起來。而統一了的德國（普魯士）亦在德屬東非（Deutsch Ost Afrika）中尋找殖民地。意大利則佔領了厄利垂亞、索馬利亞和利比亞，並在第一次（First Italo-Ethiopian War,1896）和第二次意埃戰爭（Second Italo-Ethiopian War,1935-36）入侵了阿比西尼亞（今埃塞俄比亞）。1936年，意大利帝國正式成立。
由19世紀的工業化而催生的新一轮冲突被冠名為「新帝國主義」，而1880年代欧洲各国對非洲的爭奪成為了殖民地化步伐加快的高潮。在二十世紀中，第一次世界大戰戰敗國 （即同盟國）的海外領地，被戰勝國（即協約國）所瓜分為託管地。殖民帝国自1945年第二次世界大战结束后开始瓦解，并且宗主国与殖民地之间爆发了多场战争，类似情况一直持续到1980年代。

### 1914年歐洲的殖民帝國
在第一次世界大戰開始時，歐洲主要的殖民帝國及殖民地條列如下（有些殖民地在1914年前已獨立，未列在下表中）：

#### 英屬殖民地及保護國
- 亚丁
- 英埃蘇丹
- 阿森松島
- 澳大利亚
  - 澳洲南極洲領地
  - 聖誕島
  - 科科斯群島
  - 諾福克島
- 巴哈马
- 巴苏陀兰
- 贝专纳
- 英属南极领地
- 東非保護國
- 英屬蓋亞那
- 英屬宏都拉斯
- 天津英租界
- 英屬香港
- 英屬馬來亞
- 英屬索馬里蘭
- 文莱
- 缅甸
- 加拿大
- 錫蘭
- 賽普勒斯（含亞克羅提利與德凱利亞）
- 埃及
- 福克兰群岛
- 斐濟
- 甘比亞
- 吉尔伯特和埃利斯群岛
- 直布罗陀
- 英屬黃金海岸
- 英屬印度諸省（包括現今的巴基斯坦及孟加拉）
- 愛爾蘭
- 牙買加
- 肯亞
- 马耳他殖民地
- 紐芬蘭自治領
- 紐西蘭
  - 库克群岛
  - 紐埃
  - 羅斯屬地
  - 托克勞
- 奈及利亞
- 北婆羅洲
- 北羅德西亞
- 也门地区
- 巴布亚
- 砂拉越王国
- 獅子山共和國
- 南羅德西亞
- 圣赫勒拿岛
- 斯威士兰
- 千里達及托巴哥
- 乌干达
- 南非聯邦

##### 英國及葡萄牙在中國沿岸建立殖民地
- 香港

- 澳門

#### 法屬殖民地
- 阿尔及利亚内陆（阿尔及利亚沿岸是法国本土而非殖民地）
- 科摩罗群岛（包括马约特）
- 法屬圭亞那
- 法屬赤道非洲
  - 乍得
  - 乌班吉沙立
  - 法屬剛果
  - 加蓬
- 法屬印度（本地治里、金德訥格爾、开利开尔、馬埃及亚南）
- 法屬印度支那
  - 安南保護國
  - 柬埔寨保护国
  - 法属交趾支那
  - 老挝保护国
  - 東京保護國
  - 广州湾
- 法屬玻里尼西亞
- 法屬索馬利蘭
- 法屬南部和南極領地
- 法屬西非
  - 贝宁
  - 科特迪瓦
  - 法属达荷美
  - 几内亚
  - 法屬蘇丹
  - 茅利塔尼亞
  - 尼日尔
  - 塞內加爾
  - 法属上沃尔特
- 瓜德罗普
  - 聖巴泰勒米
  - 法屬聖馬丁
- 留尼旺
- 马达加斯加
- 馬提尼克
- 法屬摩洛哥
- 新喀里多尼亞
- 聖皮耶與密克隆群島
- 天津法租界
- 上海法租界（在广州湾、漢口有類似的租界）
- 法属突尼斯
- 萬那杜
- 瓦利斯和富圖納

#### 德國殖民地

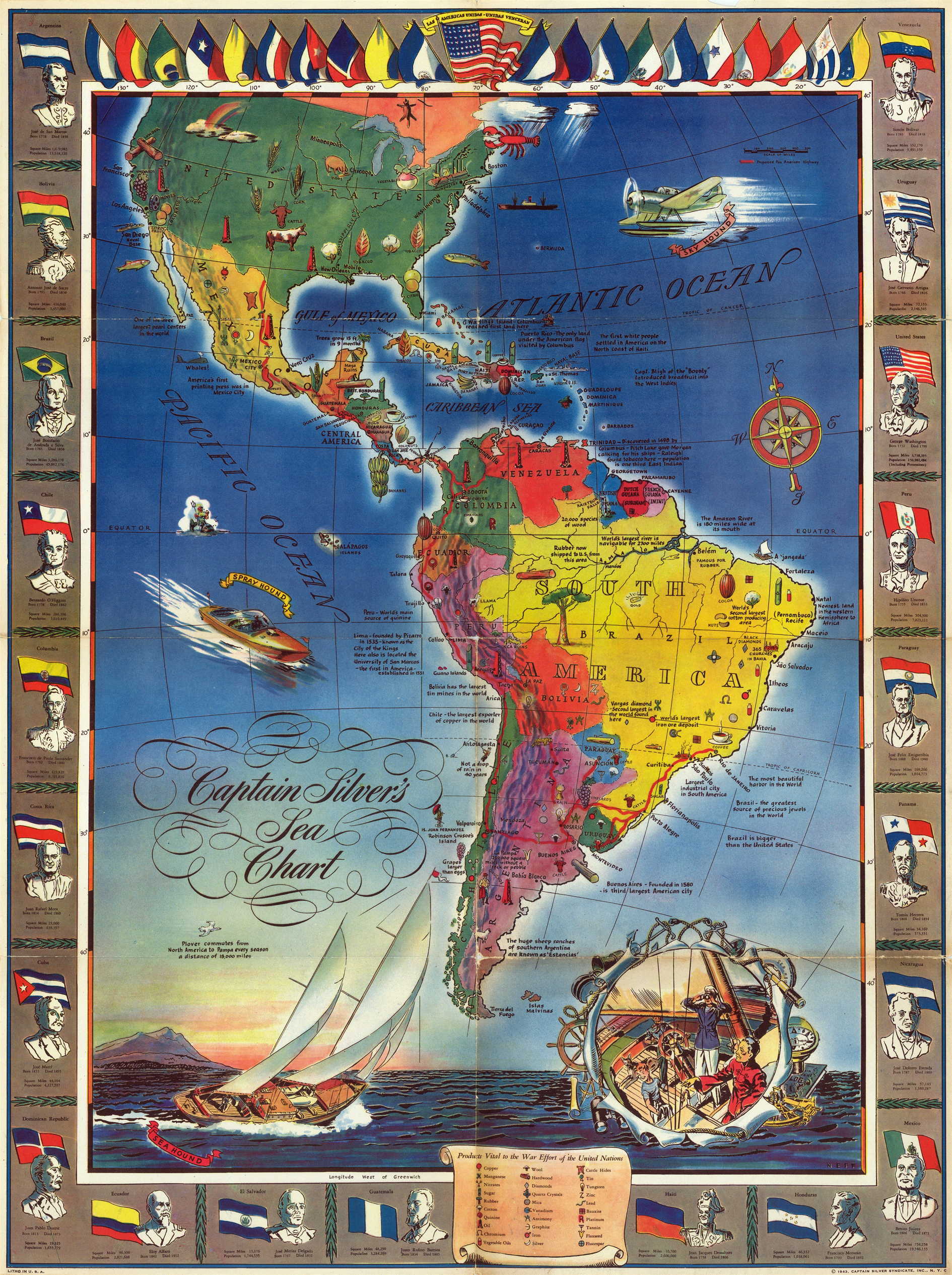
美洲殖民地

- 喀麦隆
- 加罗林群岛
- 德屬新幾內亞
- 德屬東非
- 德属西南非洲
- 吉尔伯特群岛
- 馬里亞納群島
- 馬紹爾群島
- 天津德租界
- 青島

#### 義大利殖民地
- 意属厄立特里亚
- 意属爱琴海群岛
- 義屬索馬利蘭
- 天津意租界
- 意属利比亚

#### 荷蘭殖民地
- 库拉索
  - 阿魯巴
  - 波奈
  - 古拉索
  - 荷屬沙巴
  - 圣尤斯特歇斯
  - 荷屬聖馬丁
- 荷屬圭亞那
- 荷屬東印度
- 荷屬新幾內亞
- 荷屬臺灣

#### 葡萄牙殖民地
- 亞速群島
- 葡屬非洲殖民地
  - 卡賓達省
  - 馬德拉
  - 葡屬西非
  - 葡属佛得角
  - 卡賓達省
  - 葡屬幾內亞
  - 葡屬東非
- 葡屬亞洲殖民地
  - 葡屬印度
    - 果阿邦
    - 达曼地区(印度)
    - 迪烏

  - 葡屬澳門
- 葡屬大洋洲殖民地
  - 葡屬帝汶

#### 西班牙殖民地
- 安诺本岛
- 朱比角
- 比奥科岛
- 伊夫尼
- 里奥德奥罗
- 木尼河區
- 西属萨尔瓦多
- 西屬摩洛哥

#### 奧匈帝國殖民地
- 波斯尼亚和黑塞哥维那直轄省
- 天津奧租界

#### 丹麥殖民地
- 丹麥屬西印度群島
- 法羅群島
- 格陵蘭
- 冰島

#### 比利時殖民地
- 比屬剛果
- 天津比租界

### 蘇格蘭殖民地
- 巴拿馬
- 新斯科細亞省

### 庫爾蘭殖民地
- 托巴哥島
- 詹姆斯島

### 醫院騎士團殖民地
- 聖克里斯多福島
- 聖克羅伊島
- 托爾蒂島
- 馬爾他

### 哈布斯堡君主國殖民地
- 尼科巴群島

### 布蘭登堡殖民地
- 阿爾金
- 布蘭登堡屬黃金海岸

### 1914年非歐洲的殖民國家

#### 美國殖民地及保護國
- 阿拉斯加州
- 美屬薩摩亞
- 古巴
- 多明尼加
- 關島
- 夏威夷州
- 宏都拉斯
- 中途島
- 尼加拉瓜
- 巴爾米拉環礁
- 巴拿马
- 天津美租界
- 菲律宾
- 波多黎各
- 蘇祿蘇丹國
- 威克島

#### 鄂圖曼土耳其的殖民地
- 巴格達省
- 巴士拉省
- 埃迪爾內省
- 哈伊勒
- 汉志省
- 庫德斯坦
- 黎巴嫩
- 內志
- 鄂圖曼土耳其時的巴勒斯坦
- 敘利亞省
- 也门省

#### 俄屬殖民地及保護國
- 歐洲部份
  - 奧蘭
  - 波罗的海省
  - 芬蘭大公國
  - 波蘭會議王國
- 亞洲部份
  - 鞑靼斯坦
  - 烏德穆爾特
  - 车臣
  - 楚瓦什
  - 達吉斯坦
  - 乌克兰第聂伯河
  - 東卡累利阿
  - 印古什
  - 卡巴爾達-巴爾卡爾
  - 卡爾梅克
  - 卡拉恰伊 - 切尔克斯
  - 科米
  - 馬里埃爾
  - 莫尔多瓦
  - 比薩拉比亞
  - 阿迪格
  - 阿爾泰
  - 亞美尼亞
  - 阿塞拜疆
  - 巴什科尔托斯坦
  - 布里亞特
  - 楚科奇
  - 布哈拉埃米爾國
  - 格鲁吉亚
  - 哈卡斯
  - 希瓦汗國
  - 奧塞提亞
  - 天津俄租界
  - 外東北
  - 外西北
- 外蒙古
  - 突厥斯坦總督區
  - 唐努乌梁海
  - 萨哈
  - 亚马尔

#### 日本殖民地
- 樺太廳
- 朝鮮
- 关东州
- 在華日租界
- 南洋廳
- 台湾

## 分類
殖民主義根據各殖民主義帝國對殖民地統治方式的不同，而可大致分為兩類：
一為尊重殖民地舊有習慣、不刻意予以同化的特別統治主義，以英國後期即在北美独立之後為代表
二為將殖民地視為本國領土的延伸，盡力予以同化為本國人的內地延長主義，以法、葡、西、日等國為代表。
根据殖民的目的，亦可以将殖民地分为定居型或掠夺型。
定居型（或拓殖型）殖民：这种殖民方式涉及的移民规模较大，通常是受到宗教、政治和经济原因的驱动，殖民者希望长期定居，并试图取代原住民。例如英国对澳大利亚和新西兰的殖民。
掠夺型殖民：这种殖民方式的目的是掠夺经济资源，在殖民地地居住的殖民者人数较少，主要行为是掠夺自然资源或者劳动力，将经济资源输送到殖民母国。这种殖民方式的例子包括一些贸易据点、以种植园或采矿为主的殖民地等。此外还有人将“商业殖民”和内部殖民等列为单独的殖民类型。

### 特別統治主義
英国在北美独立之后的殖民政策一向采取间接统治的方式，设法令殖民地在政治上与经济上达到自立，這種方針一般被稱為特別統治主義。在非洲和印度，英国仍保留了许多原有的土邦国（如印度的海得拉巴国、克什米尔国，非洲的布干达王国、巴苏陀王国、桑给巴尔苏丹国，中东及东南亚的一些酋长国和苏丹国）。在被划为英皇直辖殖民地的地区，也保留了原有的部落、乡村等行政机构（比较极端的例子是，英国征服德兰士瓦和奥兰治自由邦之后，保留了两国原来实行的种族隔离制度，以作为对两国原来的布尔人统治集团的让步），并任用当地人为次级地方官员。当地的语言和文化也得以保留和传授。有观点认为，与法葡等国的统治方式相比，英国的统治方法无疑更加有利于长久保持对殖民地的控制，并使其在独立之后仍愿意与英国保持政治和经济上的联系。

### 內地延長主義
相較於英國後期，法、葡、西、日等国和英國早期采取直接统治的方式，尽力将殖民地在政治和经济上与宗主国结为一体，大力灌输宗主国的文化与生活方式以便同化當地人，或者至少也要使被统治民族对统治民族紧密产生密切的认同感，這種方針一般被稱為內地延長主義。在這樣的情況下，当地的社会制度和风俗习惯較難得到保存，当地语言在教育系统中很少应用。这些政策的主要目的就是要使殖民地国家的受教育阶层（通常是当地的上等富有阶层）感到自己的命运与宗主国休戚相关，并摈弃土著生活方式。这种做法导致殖民地人民出现分化，独立后往往不能保持政治上的稳定。

### 其他特殊狀況
值得注意的是两个从未实现的殖民地体系——日本的“大东亚共荣圈”与纳粹德国的殖民地管理方式。两者有别于传统的殖民地统治方式。在日本帝国主义的殖民理论中，所谓“大东亚共荣圈”将日本（包括日治時期的臺灣與朝鮮）、中國与滿州作为“凝结不散的核心”，以东京为其中心，在其四周围绕着一群卫星国家、附属国、保护国和殖民地。它們被日本用特殊的政治和经济协定束缚手足，其安全受日本的“保护”，其外交政策受日本的指挥，如泰国和越南。日本这种体系为现代殖民地制度与古代封建关系的混合物：日本成为各附庸国的主人，各属国将贡献物品与服务，而日本以其陆海军“保护”它们。这个“大东亚”当然不仅是一个政治的联合帝国，并且是一个“共荣圈”，即一个经济配成整体的区域，其物源的开发与使用受日本人的支配，并为日本人谋利益。纳粹的殖民地问题专家则宣称，在纳粹德国殖民地制度下，德国统治者只是当地各部族与各组织所构成的等级体系中的最高一层，德国总督只是各酋长与小酋长的行政金字塔体系之顶端而已。纳粹德国将来决不强迫土著人民信仰基督教，也绝不向其宣讲非洲人与欧洲人是平等的。德国将不许非洲人在任何理由下离开殖民地而到欧洲去。土著不得成为德国公民。德国的种族法律将施行于各殖民地。土著学校不得讲授任何“欧洲事件”，否则当地人会“视欧洲为文化发展的最高峰，而丧失他们对于自己能力的自信心”。土著不得入高级学校与大学受教育，德国将专为土著设立特种剧院，电影场，及其他游戏与娱乐场所。显然这两种统治方式仍不过是传统的殖民地统治方式的变种而已。

#### 蘇聯的帝國主義

苏维埃社会主义共和国联盟控制下的经互会成员及其卫星国

紅色代表與蘇聯同一陣線的社会主義國家。黃色代表與中華人民共和國同一陣線的社会主義國家。黑色代表都不與兩方結盟的社会主義國家。

蘇維埃社會主義共和國联盟將俄羅斯蘇維埃聯邦社會主義共和國以及其他獲得短暫獨立的國家（包括烏克蘭、格鲁吉亚、亞美尼亞、阿塞拜疆以及中亞的一些国家，即哈薩克斯坦、烏茲別克斯坦、土庫曼斯坦、塔吉克斯坦和吉爾吉斯斯坦）融合在一起。但苏联不能接受一個事實——在1919年至1921年失去了西烏克蘭，西白俄羅斯和波羅的海三國——這些都是前俄羅斯帝國的領土。正因為這個緣故，蘇聯不但將目標放在吞併這些土地，而且攻打芬蘭以獲取足夠的緩衝地帶（冬季戰爭，1939年至1940年），但未成功。當蘇聯跟隨和配合納粹德國進攻波蘭—標誌著第二次世界大戰的開始之後，蘇聯根據蘇德互不侵犯條約吞併了波蘭第二共和國的東部。之後，蘇聯並在1940年吞併了波羅的海三國，比薩拉比亞（現今大部分成為摩爾多瓦）等地。
在冷戰期間，東方集團一詞通常指以蘇聯為首的中歐和東歐國家（包括保加利亞、羅馬尼亞、東德、捷克斯洛伐克、波蘭和匈牙利）。二次大戰之後，蘇聯利用其強大的武力來影響東方集團各國的政治生活，以佔領為威脅來確保東歐各國遵循蘇聯的政治系統，外交政策，法律，學術思想，軍事活動，以及經濟各方面的命令。及後，東方集團國家都被透過蘇聯的軍事力量而納入所謂勢力範圍之內。而随着1991年苏联解体，苏联帝国主义也随之消失，但苏联的主要继承国俄罗斯境内还存在着强烈的大俄罗斯帝国主义思维。

## 去殖民化
第二次世界大战后，欧洲殖民帝国国力衰退，且各殖民地民族主义高涨，导致英国、法国、西班牙、葡萄牙和荷兰等国相继丧失大片殖民地，这种情况一直持续到20世纪末，不过英国、法国、荷兰和丹麦依然有不少海外领地，但早已不及这些国家在19世纪时的殖民地范围。目前殖民主义在大部分国家已经成为历史，因为国际法的约束使得直接入侵并殖民他国变得不可行。